# Ambérieux
Pour les articles homonymes, voir Ambérieux (homonymie).
Ambérieux ou Ambérieux d'Azergues, est une commune française située dans le département du Rhône, en région Auvergne-Rhône-Alpes.

## Géographie

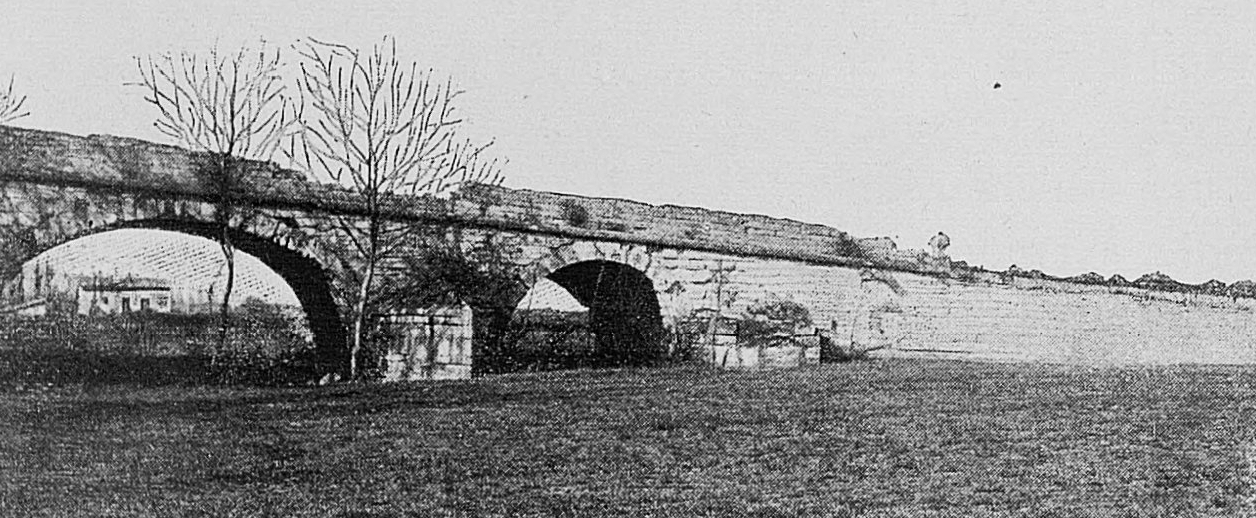
Le pont sur l'ancien lit de l'Azergues au début du XXe siècle.

### Climat
Pour des articles plus généraux, voir Climat d'Auvergne-Rhône-Alpes et Climat du Rhône.
En 2010, le climat de la commune est de type climat du Bassin du Sud-Ouest, selon une étude du Centre national de la recherche scientifique s'appuyant sur une série de données couvrant la période 1971-2000. En 2020, Météo-France publie une typologie des climats de la France métropolitaine dans laquelle la commune est exposée à un climat de montagne ou de marges de montagne et est dans une zone de transition entre les régions climatiques « Bourgogne, vallée de la Saône » et « Nord-est du Massif Central ».
Pour la période 1971-2000, la température annuelle moyenne est de 11,9 °C, avec une amplitude thermique annuelle de 18,3 °C. Le cumul annuel moyen de précipitations est de 746 mm, avec 9,1 jours de précipitations en janvier et 6,6 jours en juillet. Pour la période 1991-2020, la température moyenne annuelle observée sur la station météorologique de Météo-France la plus proche, « Pommiers », sur la commune de Pommiers à 5 km à vol d'oiseau, est de 12,6 °C et le cumul annuel moyen de précipitations est de 778,0 mm,. Pour l'avenir, les paramètres climatiques de la commune estimés pour 2050 selon différents scénarios d'émission de gaz à effet de serre sont consultables sur un site dédié publié par Météo-France en novembre 2022.

## Urbanisme

### Typologie
Au 1er janvier 2024, Ambérieux est catégorisée ceinture urbaine, selon la nouvelle grille communale de densité à sept niveaux définie par l'Insee en 2022.
Elle appartient à l'unité urbaine de Lyon, une agglomération inter-départementale regroupant 123  communes, dont elle est une commune de la banlieue,,. Par ailleurs la commune fait partie de l'aire d'attraction de Lyon, dont elle est une commune de la couronne,. Cette aire, qui regroupe 397 communes, est catégorisée dans les aires de 700 000 habitants ou plus (hors Paris),.

### Occupation des sols
L'occupation des sols de la commune, telle qu'elle ressort de la base de données européenne d’occupation biophysique des sols Corine Land Cover (CLC), est marquée par l'importance des territoires agricoles (79,5 % en 2018), en diminution par rapport à 1990 (82,5 %). La répartition détaillée en 2018 est la suivante : 
terres arables (63 %), zones urbanisées (14,3 %), prairies (13,9 %), eaux continentales (6,2 %), zones agricoles hétérogènes (2,7 %). L'évolution de l’occupation des sols de la commune et de ses infrastructures peut être observée sur les différentes représentations cartographiques du territoire : la carte de Cassini (XVIIIe siècle), la carte d'état-major (1820-1866) et les cartes ou photos aériennes de l'IGN pour la période actuelle (1950 à aujourd'hui).

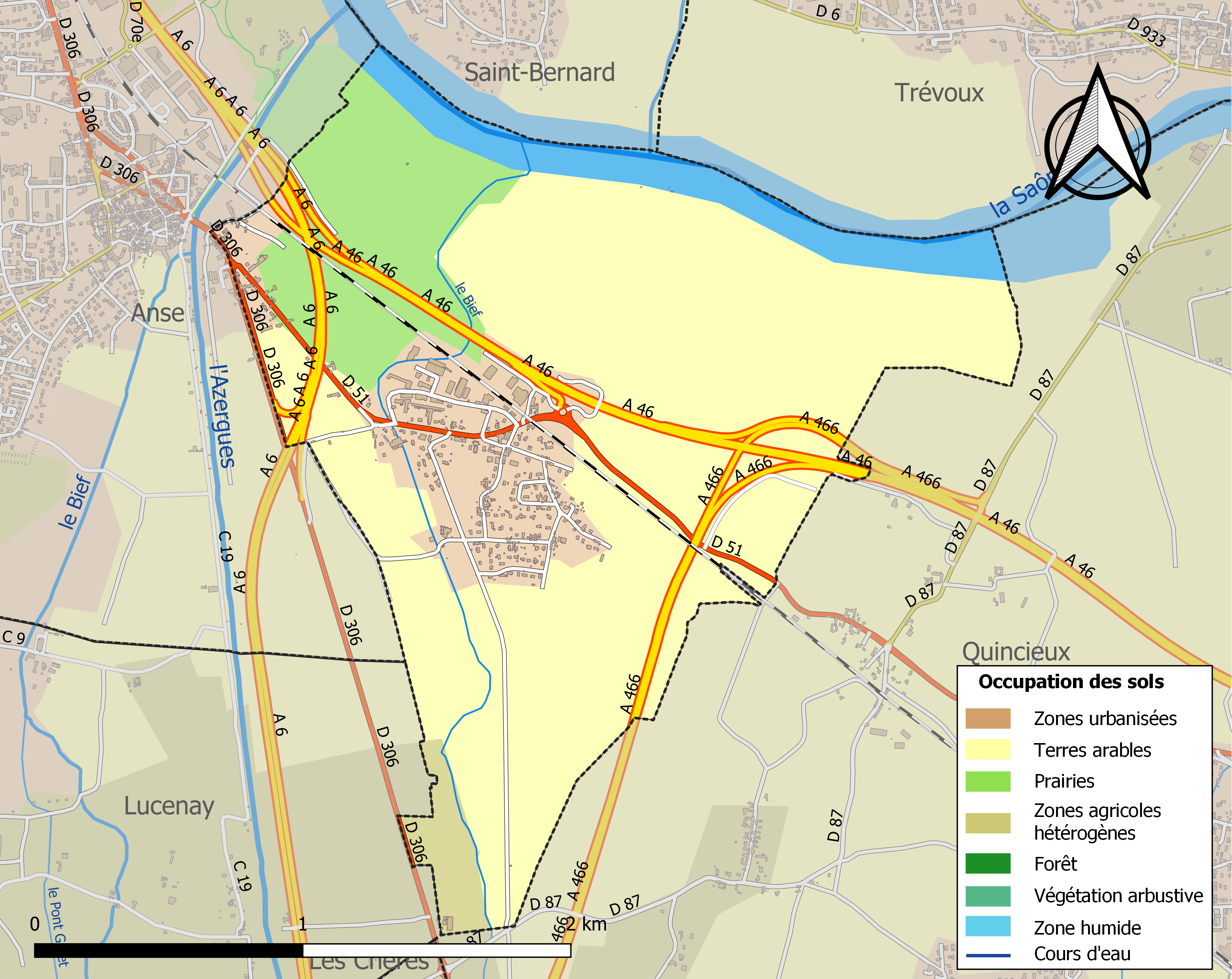
Carte des infrastructures et de l'occupation des sols de la commune en 2018 (CLC).

## Politique et administration

### Administration territoriale
La commune fait partie du canton d'Anse.

### Administration municipale

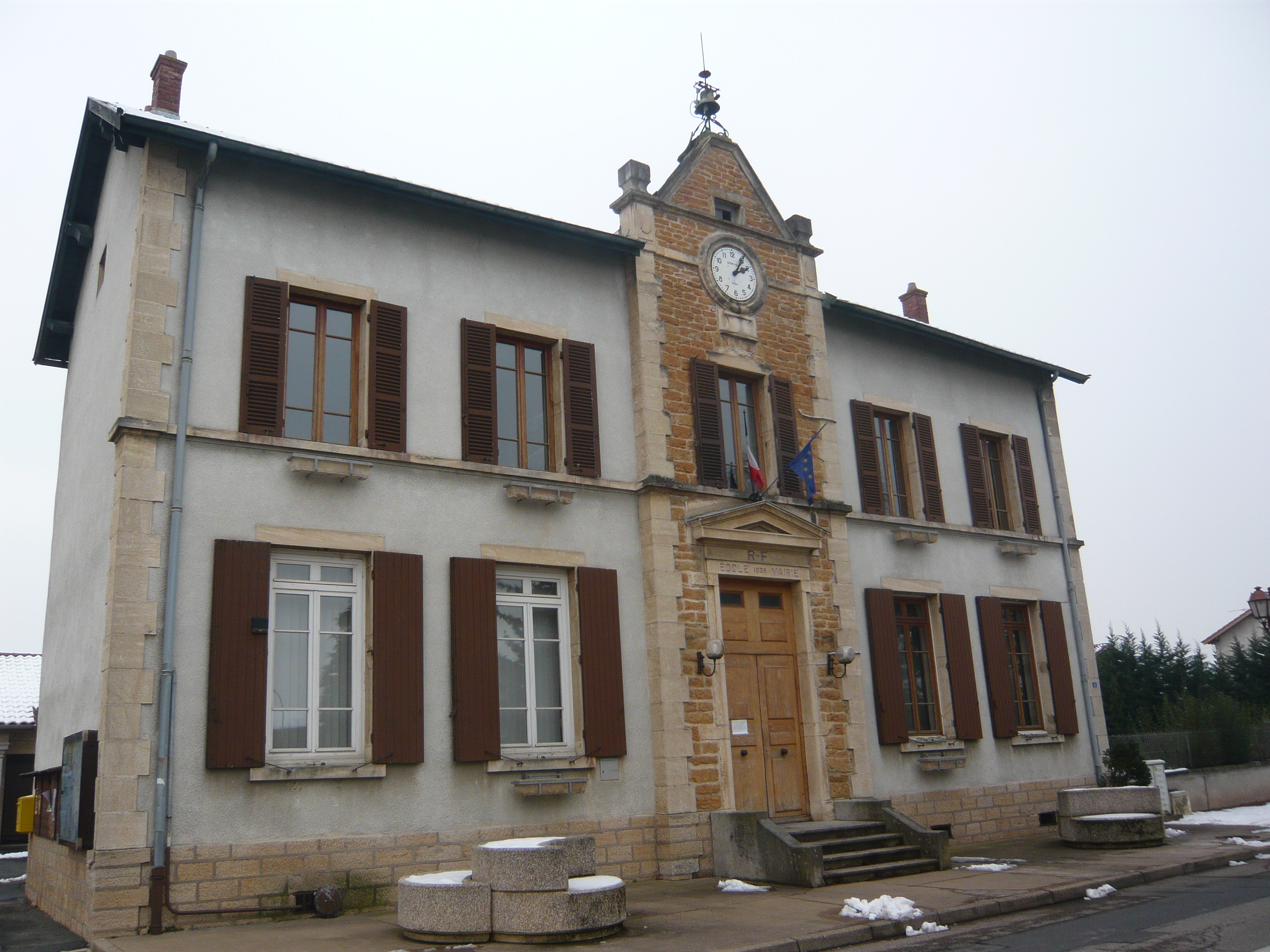
La mairie d'Ambérieux.

Le nombre d'habitants au dernier recensement étant compris entre 500 et 1 499, le nombre de membres du conseil municipal est de 15.

### Liste des maires
| Période    | Période  | Identité          | Étiquette | Qualité |
| ---------- | -------- | ----------------- | --------- | ------- |
| avant 1981 | ?        | Gilbert Debrabant | DVG       |         |
| mars 2001  | mai 2020 | Alain Persin      | DVD       |         |
| mai 2020   | En cours | Nathalie Faye     |           |         |

### Intercommunalité
La commune fait partie de la communauté de communes Beaujolais-Saône-Pierres-Dorées de 1995 à 2013, puis Beaujolais-Pierres Dorées depuis 2014.

## Population et société

### Démographie
Les habitants sont nommés les Ambarrois.
L'évolution du nombre d'habitants est connue à travers les recensements de la population effectués dans la commune depuis 1793. Pour les communes de moins de 10 000 habitants, une enquête de recensement portant sur toute la population est réalisée tous les cinq ans, les populations de référence des années intermédiaires étant quant à elles estimées par interpolation ou extrapolation. Pour la commune, le premier recensement exhaustif entrant dans le cadre du nouveau dispositif a été réalisé en 2008.

En 2022, la commune comptait 629 habitants, en évolution de +10,16 % par rapport à 2016 (Rhône : +3,93 %, France hors Mayotte : +2,11 %).
| 1793 | 1800 | 1806 | 1821 | 1831 | 1836 | 1841 | 1846 | 1851 |
| ---- | ---- | ---- | ---- | ---- | ---- | ---- | ---- | ---- |
| 146  | 110  | 124  | 180  | 187  | 186  | 152  | 159  | 154  |

| 1856 | 1861 | 1866 | 1872 | 1876 | 1881 | 1886 | 1891 | 1896 |
| ---- | ---- | ---- | ---- | ---- | ---- | ---- | ---- | ---- |
| 159  | 158  | 162  | 161  | 147  | 165  | 154  | 144  | 148  |

| 1901 | 1906 | 1911 | 1921 | 1926 | 1931 | 1936 | 1946 | 1954 |
| ---- | ---- | ---- | ---- | ---- | ---- | ---- | ---- | ---- |
| 162  | 167  | 187  | 192  | 194  | 189  | 182  | 188  | 210  |

| 1962 | 1968 | 1975 | 1982 | 1990 | 1999 | 2006 | 2008 | 2013 |
| ---- | ---- | ---- | ---- | ---- | ---- | ---- | ---- | ---- |
| 224  | 320  | 326  | 307  | 378  | 427  | 527  | 557  | 542  |

| 2018 | 2022 | - | - | - | - | - | - | - |
| ---- | ---- | - | - | - | - | - | - | - |
| 586  | 629  | - | - | - | - | - | - | - |

### Enseignement
École primaire publique Gilbert Debrabant (maternelle et élémentaire).

### Manifestations culturelles et festivités

#### Fête de la Galette
Chaque année autour du mois de Mai, le Sou des Ecoles d'Ambérieux organise la Fête de la Galette. On y trouve un grand-vide grenier, des animations de fêtes foraines, et la traditionnelle vente de galettes. Les bénéfices de cet événement sont entièrement destinés aux financements des projets éducatifs de l'école Saint-Hubert.

#### Rassemblement de voitures sportives
L'association des sportives d'Ambérieux organise tous les 3ème dimanche du mois, des réunions de voitures sportives et de collections, sur l'esplanade du Saint-Hubert.

### Santé

#### Maison de Santé Saint-Roch
Depuis 2014, la ville d'Ambérieux compte une maison de santé pluridisciplinaire, qui regroupe les cabinets libéraux de plusieurs professionnels de santé : sage-femme, infirmière, diététicienne, ostéopathe et psychologue.

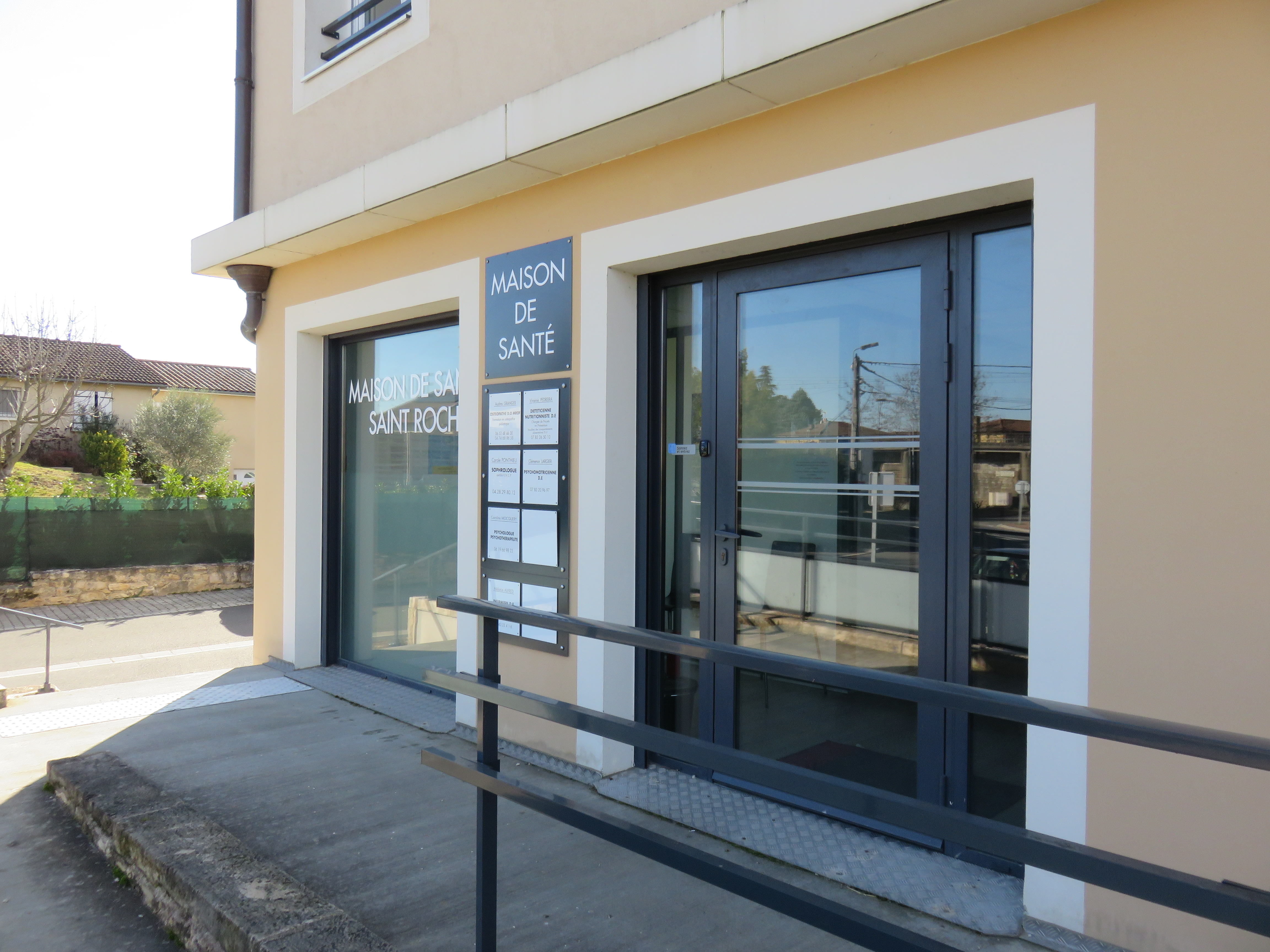
Maison de Santé Saint-Roch d'Ambérieux d'Azergues

#### Clinique Esthétique du Grand-Lyon
Cette clinique privée est spécialisée dans les actes de chirurgie esthétique.

## Culture et patrimoine

### Lieux et monuments
- L'église d'Ambérieux est remarquable par son architecture romane. Sa construction semble antérieure au XIIIe siècle. Il est à noter que de multiples fragments d'une structure antique, probablement d'origine romaine, sont encastrés dans la façade à différents endroits. Ils représentent des motifs aux feuillages luxuriants et furent probablement utilisés au moment de la construction de l'édifice. L'église est placée sous le vocable de Saint-Cyr.

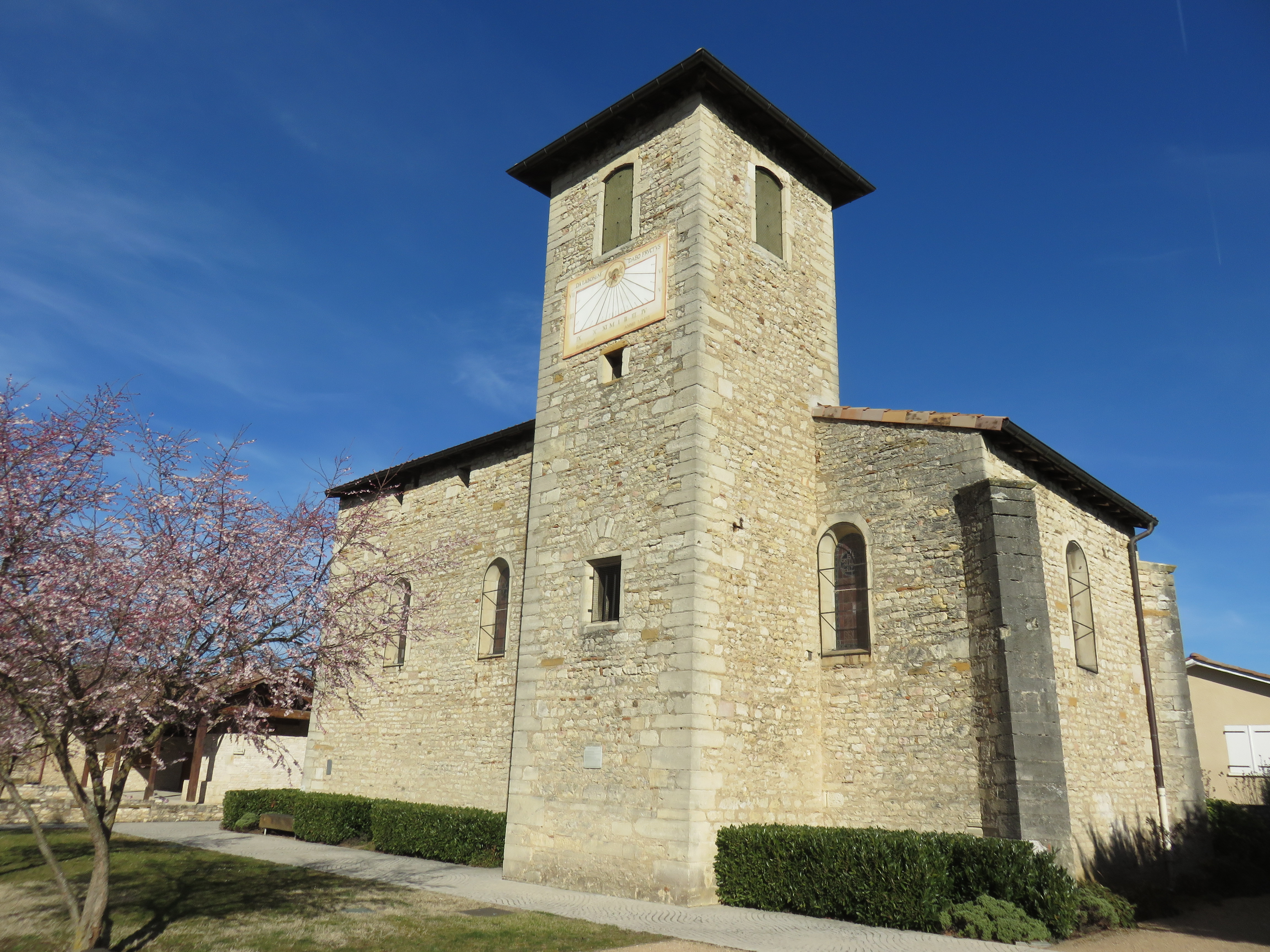
Vue de l'église Saint-Cyr d'Ambérieux
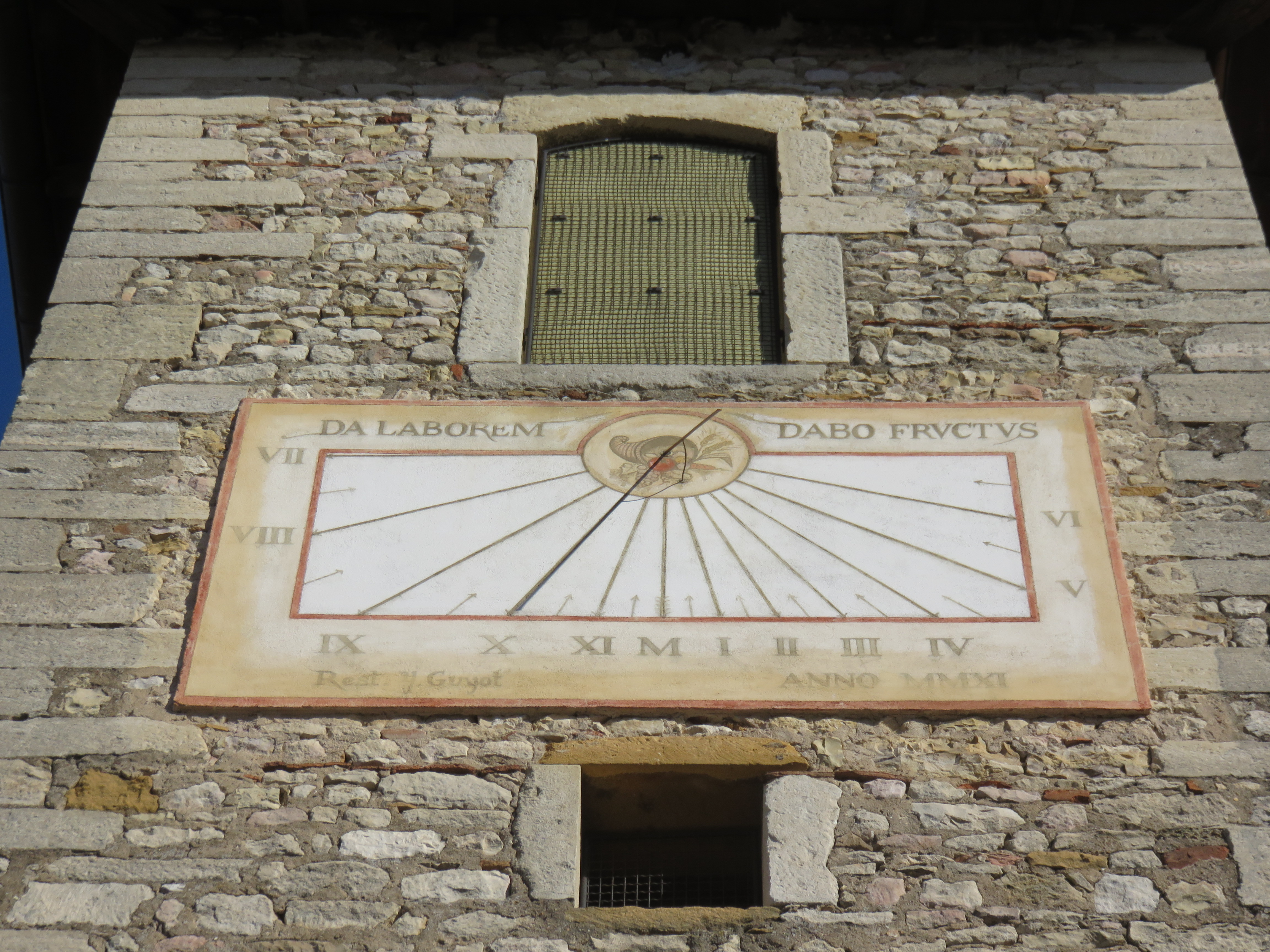
Cadran solaire de l'église Saint-Cyr.
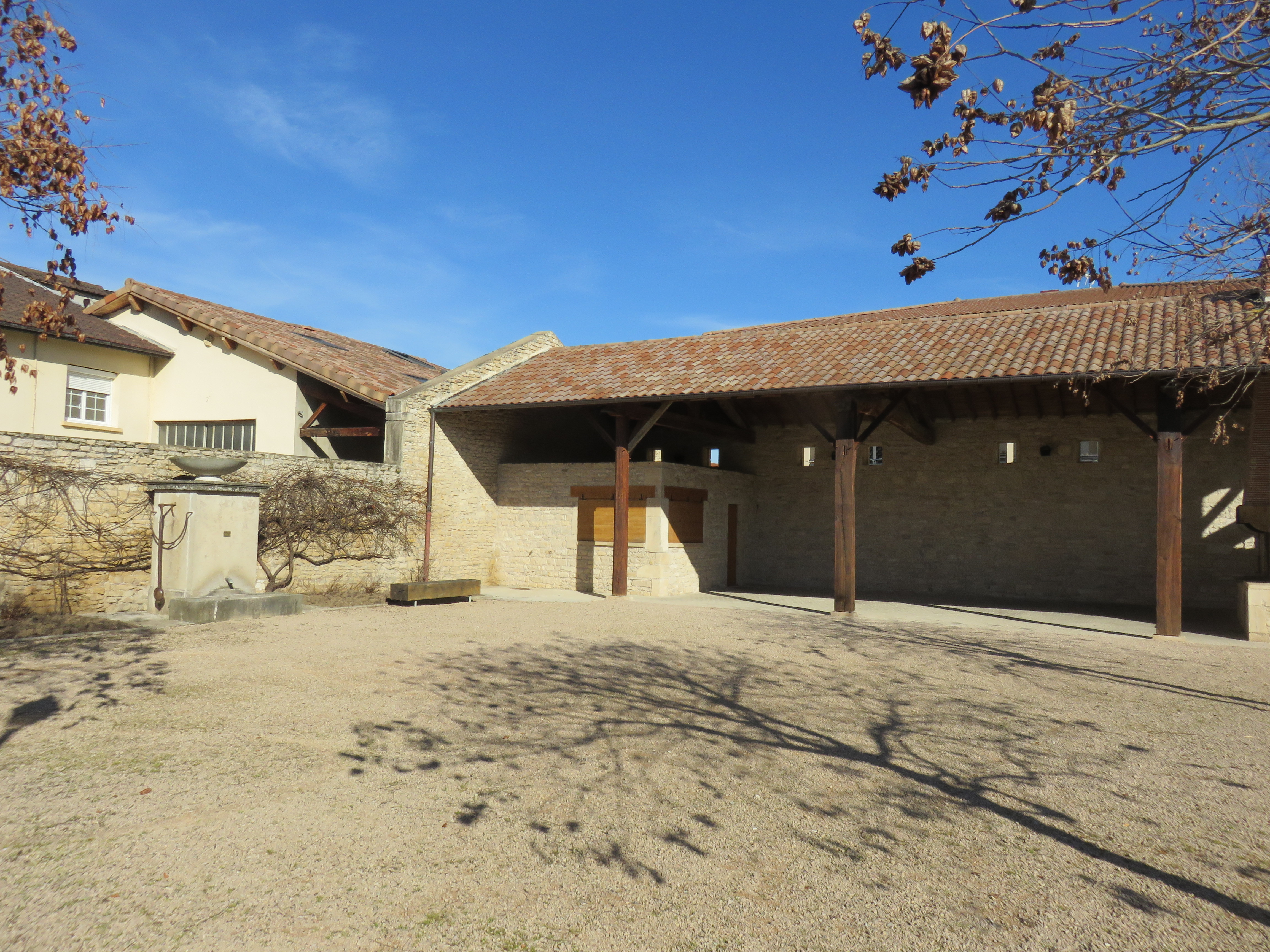
Place de la Fontaine.

### Personnalités liées à la commune
- Jean-Marie Sirand, homme politique né le 28 décembre 1772 à Ambérieux (Ain) et mort le 13 avril 1840 à Bourg-en-Bresse (Ain).